# Epidauro (mitología)
En la mitología griega Epidauro (en griego antiguo: Ἐπίδαυρος, romanizado: Epídavros) es el héroe epónimo de la polis de Epidauro, situado en la Argólida. Epidauro no poseía una tradición consolidada en la mitografía y así Pausanias nos resume sus variantes:
«Epidauro, por el que se puso el nombre a esta tierra, según dicen los eleos, era hijo de Pélope, pero en opinión de los argivos y según el poema de las Grandes Eeas, el padre de Epidauro fue Argo, hijo de Zeus. Los de Epidauro dicen que Epidauro era hijo de Apolo».
El autor también nos dice que en Lesa, la región de Epidauro limita con la de Argos. Antes de llegar a esta ciudad se encuentra el santuario de Asclepio. No se sabe quiénes habitaron esta región antes de que llegara Epidauro, ni siquiera los del país saben quiénes era los descendientes de Epidauro. El último que reinó antes de que llegaran los dorios al Peloponeso dicen que fue Pitireo, descendiente de Ión, hijo de Juto. Cuentan que él le entregó sin lucha la tierra a Deifontes y los argivos.